# Tordenkalven
Tordenkalven (12. september 1816 – 5. december 1891) var øgenavn for Christen Christian Larsen, en krøbling og vagabond fra Himmerland. Hans mor var Maren Christensdatter og faderen tjenestekarl Lars Sørensen:37. Forældrene var ikke gift:37. Han er især kendt gennem Johannes V. Jensens fortælling om ham.
Tordenkalven var født uden for ægteskabet den 12. September 1816:37 ved Stenildvad i Aars Sogn. 
Familien var meget fattig og Tordenkalven kom ud at tigge mad til sig selv og familien som syvårig.
Efter konfirmationen var han ansat på flere gårde.
Han var kendt for sine enorme kræfter. 
På session blev han udtaget til infanteriet, men efter to dage i tjenesten blev han kasseret.
Under sin ansættelse på herregården Lundbæk ved Nibe tilred i 1855 han en hest, men den kastede ham af, og han brækkede benet. 
En forkert sammenvoksning af lårbenet gjorde ham til krøbling og han gik som vagabond med krykker til sin død i 1891.:38
Tordenkalven er beskrevet i en af Johannes V. Jensens novellesamlinger Himmerlandshistorier og et fotografi af Tordenkalven ses på forsiden af Gyldendals udgave fra 1995.
Med afsæt i novellen har Kirstine Brøndum skrevet romanen Tordenkalven udgivet i 2002 på Samleren. Johannes V. Jensen nævner, at Tordenkalven også havde øgenavnene Klodden, Fylseplagen og Vædderlammet.
Tordenkalven døde 5. december 1891 hos Søren Veggerby i Nørre Tranders og ligger begravet på Nr. Tranders kirkegård, hvor en stor granitsten udført af billedhuggeren Carlo Vognsen er rejst til minde om ham.
Et værtshus i Farsø er opkaldt efter Tordenkalven, og en træskulptur står ved Lundbæk.

## Bøger og link
- Tordenkalven
- Johannes E. Tang Kristensen (1974). Tordenkalven. En himmerlandsk original.
- Jens Bråten (1986). Tordenkalven. Himmerlands største original. Jens Bråtens Forlag.
- Helge V. Qvistorff og Henrik Bugge Mortensen: Det ukente Nordjylland
- Anders Enevig (1963), Prinser og vagabonder, Forlaget Fremad.